# Campinatrast
Campinatrast (Turdus arthuri) är en fågelart i familjen trastar inom ordningen tättingar.

## Utseende och läte
Campinatrasten är en färglös trast med gråbrun fjäderdräkt och ljust vitaktig buk. Könen är lika. Arten liknar tepuítrasten, men har gråare kropp och tydligare teknad strupe och ses i andra miljöer. Sången består av typiskt trastlika serier med melodiska toner.

## Utbredning och systematik
Fågeln förekommer i sydöstra Venezuela och Guyana och söderut lokalt till centrala amazonska Brasilien, från Rio Madeiras östra bank till Rio Tapajós östra bank. Den behandlades tidigare som underart till svartnäbbad trast (Turdus ignobilis) och vissa gör det fortfarande. Efter studier som visar att de båda häckar sympatriskt i Colombia urskiljs den allt oftare som en art.

## Levnadssätt
Campinatrasten är en ovanlig fågel som förekommer  i öppna miljöer och skogslandskap i låglänta områden. Den ses vanligen enstaka eller i par. 

## Status
Arten har ett stort utbredningsområde och beståndet anses vara stabilt. Internationella naturvårdsunionen IUCN listar den därför som livskraftig (LC).